# Campionati italiani di triathlon lungo del 2001
I Campionati italiani di triathlon lungo del 2001 sono stati organizzati dalla Federazione Italiana Triathlon e si sono tenuti a Idro in Lombardia, in data 1º luglio 2001.
Tra gli uomini ha vinto Gianpietro De Faveri (G.P. Triathlon), mentre la gara femminile è andata a Daniela Locarno (Silca Ultralite).

## Risultati

### Élite uomini
| Pos. | Atleta               | Società sportiva           | Nuoto    | Bici     | Corsa    | Totale   |
| ---- | -------------------- | -------------------------- | -------- | -------- | -------- | -------- |
|      | Gianpietro De Faveri | G.P. Triathlon             | 00:30:31 | 02:34:05 | 01:16:53 | 04:21:29 |
|      | Stefano Paoli        | Tri. Rari Nantes Marostica | 00:32:55 | 02:28:47 | 01:20:29 | 04:22:11 |
|      | Marco Salamon        | Fri Team                   | 00:32:46 | 02:36:35 | 01:15:13 | 04:24:34 |
| 4    | Luca Bonazzi         | Triathlon Bergamo          | 00:34:47 | 02:35:07 | 01:16:37 | 04:26:31 |
| 5    | Nicola Carpanese     | Tri. Rari Nantes Marostica | 00:32:56 | 02:38:07 | 01:15:39 | 04:26:42 |
| 6    | Marco Saia           | Tri. Rari Nantes Marostica | 00:34:46 | 02:35:46 | 01:16:12 | 04:26:44 |
| 7    | Marco Stradi         | Tri. Rari Nantes Marostica | 00:33:01 | 02:36:22 | 01:17:33 | 04:26:56 |
| 8    | Maurizio Carta       | Mens Sana                  | 00:37:17 | 02:28:22 | 01:22:00 | 04:27:39 |
| 9    | Alberto Brusa        | Pro Patria Acros           | 00:33:07 | 02:39:55 | 01:16:36 | 04:29:38 |
| 10   | Federico Girasole    | Pasta Granarolo            | 00:35:48 | 02:38:24 | 01:15:52 | 04:30:04 |
| 11   | Diego Macias         | Fed. Argentina             | 00:32:50 | 02:42:48 | 01:15:32 | 04:31:10 |
| 12   | Diego Gazzari        | G.P. Triathlon             | 00:33:13 | 02:39:15 | 01:20:19 | 04:32:47 |
| 13   | Alberto Roviera      | Ironbiella                 | 00:39:26 | 02:37:56 | 01:16:16 | 04:33:38 |
| 14   | Giuseppe Solla       | Mens Sana                  | 00:39:18 | 02:33:11 | 01:21:19 | 04:33:48 |
| 15   | Klaus Runer          | Läufer Club Bozen          | 00:37:37 | 02:34:54 | 01:22:03 | 04:34:34 |
| 16   | Marco Marchese       | Maranello Triathlon        | 00:31:21 | 02:36:55 | 01:27:10 | 04:35:26 |
| 17   | Luigi Bacco          | Happidea Triathlon         | 00:39:17 | 02:39:48 | 01:16:48 | 04:35:53 |
| 18   | Werner Uberbacher    | Läufer Club Bozen          | 00:38:17 | 02:34:14 | 01:23:41 | 04:36:12 |
| 19   | Franco Manzardo      | Tri. Rari Nantes Marostica | 00:37:12 | 02:42:01 | 01:17:05 | 04:36:18 |
| 20   | Walter Polla         | Triathlon Alto Adige       | 00:36:57 | 02:39:19 | 01:22:05 | 04:38:21 |

### Élite donne
| Pos. | Atleta               | Società sportiva           | Nuoto    | Bici     | Corsa    | Totale   |
| ---- | -------------------- | -------------------------- | -------- | -------- | -------- | -------- |
|      | Daniela Locarno      | Silca Ultralite            | 00:36:02 | 02:45:58 | 01:23:54 | 04:45:54 |
|      | Edith Niederfriniger | Läufer Club Bozen          | 00:34:46 | 03:01:31 | 01:23:48 | 05:00:05 |
|      | Manuela Ianesi       | Läufer Club Bozen          | 00:34:24 | 03:00:32 | 01:25:35 | 05:00:31 |
| 4    | Martina Dogana       | Tri. Rari Nantes Marostica | 00:40:03 | 02:58:00 | 01:24:36 | 05:02:39 |
| 5    | Daniela Pallaro      | Padova Triathlon           | 00:37:00 | 03:19:43 | 01:33:07 | 05:29:50 |
| 6    | Francesca Ricchetti  | Maranello Triathlon        | 00:37:11 | 03:22:02 | 01:36:53 | 05:36:06 |
| 7    | Sabrina Cuoghi       | Maranello Triathlon        | 00:48:46 | 03:15:10 | 01:33:53 | 05:37:49 |
| 8    | Cristina Cominardi   | Uisp Ntd Brescia           | 00:47:55 | 03:14:07 | 01:38:31 | 05:40:33 |
| 9    | Raffaella Ilardi     | Torino Triathlon           | 00:45:57 | 03:17:18 | 01:39:23 | 05:42:38 |
| 10   | Giovanna Bertone     | Pro Patria Acros           | 00:57:15 | 03:17:23 | 01:34:31 | 05:49:09 |
| 11   | Daniela Ianesi       | Läufer Club Bozen          | 00:39:49 | 03:39:24 | 01:36:09 | 05:55:22 |
| 12   | Cinzia Arduzzoni     | CUS Parma CSL              | 00:49:31 | 03:28:47 | 01:37:32 | 05:55:50 |
| 13   | Cristina Moretti     | Triteam                    | 00:50:52 | 03:25:39 | 01:53:59 | 06:10:30 |
| 14   | Silvia Menazza       | Pro Patria Acros           | 00:53:59 | 03:48:39 | 01:39:46 | 06:22:24 |
| 15   | Tiziana Sciarini     | Pro Patria Acros           | 00:58:42 | 03:43:56 | 02:21:00 | 07:03:38 |